# Tonosí
Tonosí è un comune (corregimiento) della Repubblica di Panama situato nel distretto di Tonosí, provincia di Los Santos, di cui è capoluogo. Si estende su una superficie di 83,6 km² e conta una popolazione di 2.257 abitanti (censimento 2010).